# François Henri François-de-Paule Joseph d'Anethan
François Henri François-de-Paule Joseph baron d'Anethan (Luxemburg, 6 juli 1743 - Habay-la-Vieille, 10 maart 1824) was een Luxemburgs grootgrondbezitter, edelman en politicus. Hij promoveerde tot licentiaat in de rechten en werd advocaat in Luxemburg.
Hij was een zoon van Jean d'Anethan en van Marie-Beatrix de Marescal. Hij trouwde in 1767 met barones Anne de Cassal (1747-1778) en in 1783 met Marie-Catherine de Marechal (1762-1843). Hij kreeg vier kinderen uit het eerste en vier kinderen uit het tweede huwelijk.
D'Anethan was al baron sinds 1787. In 1816 werd hij erkend in de erfelijke adel met benoeming in de ridderschap van Luxemburg en de titel baron, overdraagbaar bij eerstgeboorte.
Hij maakte in 1815 deel uit van de grondwetscommissie en vanaf dit jaar tot aan zijn dood maakte hij deel uit van de Eerste Kamer der Staten-Generaal, waar hij regeringsgezind was onder koning Willem I.
François d'Anethan was de vader van Pierre Felix Joseph d'Anethan (provinciaal politicus en kortstondig lid van de Tweede Kamer) en het staatsraadlid Jacques Joseph Dominique d'Anethan, die samen met hun vader in de erfelijke adel werden bevestigd.